# 栢原保親
栢原 保親（かやはら やすちか、1899年（明治32年）10月21日 - 1944年（昭和19年）6月22日）は、日本の海軍軍人。商船9隻、43,437tを撃沈する戦果を挙げた「伊10」潜水艦長である。あ号作戦に関連した作戦行動で第二二潜水隊司令として戦死。最終階級は海軍少将。

## 生涯

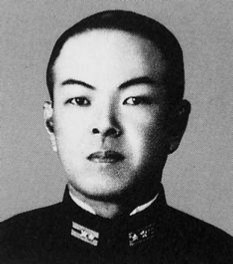
木梨鷹一も水雷学校高等課を履修せず、栢原と同様に運用術練習艦航海学生を経て潜水学校甲種を首席卒業した。

### 航海専攻の潜水艦長
栢原は愛媛県出身の海兵49期生で、1921年（大正10年）に海軍兵学校を卒業した。皇族2名を除いた席次は174名中43番、翌年5月に少尉へ任官している。栢原は中尉進級と同時に第十四潜水艇隊附となり、その潜水艦歴を開始する。兵科将校は基本的に大尉時代に履修する専門課程によってその専攻が決定される。栢原は運用術練習艦航海学生を卒業した航海専攻士官であった。航海長を務めた艦は「伊56」、「伊64」、「伊5」のほか、給油艦「早鞆」、潜水母艦「長鯨」である。栢原在任時の「長鯨」は第一潜水戦隊（平田昇司令官）の旗艦であった。潜水艦専攻将校は水雷学校高等科を経て、潜水学校甲種を卒業することが潜水艦長への一般的なコースであった。栢原は水雷学校高等科や潜航指揮官養成課程の潜水学校乙種を経ずに、「呂66」潜水艦長に補され、3月後に潜水艦長養成コースである潜水学校甲種学生となる。栢原は6名中首席で卒業した。以後、機雷潜水艦「伊24」、海大六型a「伊68」、同「伊72」で潜水艦長を歴任した。海大六型aは艦本式複動機械（一号甲八型）を採用し、軍令部が要望していた水上速力23ノット（実際には24ノット）を実現した。これは海大六型aが当時の潜水艦中世界最高速の能力を有したこと、また日本の潜水艦技術の自立も意味する。1938年（昭和13年）11月に中佐へ進級し、翌年10月から潜水学校教官を務める。

### 伊10潜水艦長
1941年（昭和16年）7月、「伊10」艤装員長に補される。この艦は巡潜甲型（伊九型潜水艦）の2番艦で、水上16ノット16,000カイリの航続力、水上偵察機1機を搭載し、潜水戦隊の旗艦に使用することを目的として開発された艦種である。竣工は10月31日であった。

#### 開戦
「伊10」は第二潜水戦隊（山崎重暉司令官）に編入されたが、太平洋戦争の開戦にあたって、単艦での偵察行動を命じられた。こうした単独偵察を命じられた潜水艦はアリューシャン方面に行動した「伊26」（横田稔潜水艦長）と「伊10」のみで、栢原の「伊10」は南太平洋のフィジー、サモア方面を偵察対象とした。11月16日、「伊10」は横須賀を出撃し、11月30日にはその搭載機をもってスバの飛行偵察を実施する。しかしこの偵察機は未帰還となった。真珠湾攻撃に先立つ12月4日には巡洋艦を発見したが、開戦前であり攻撃はしていない。栢原はX日（開戦日）-3日まで偵察、その後はハワイと米西海岸間の通商破壊戦が命じられており、「伊10」は12月8日をオアフ島南方1,300カイリで迎えた。翌々日、「伊10」は商船1隻（4,473ｔ）を北緯8度東経152度の位置で撃沈する。この日「伊6」（稲葉通宗潜水艦長）は米空母（戦後「エンタープライズ」と判明）発見を報じ、「伊10」はこの空母部隊の進路前程への進出を命じられたが、発見には至らなかった。「伊10」は13日に先遣支隊に編入され、北米大陸西岸の米墨国境付近での交通破壊戦に移るが、戦果はなかった。横須賀への帰還は1942年（昭和17年）1月21日である。

#### 第八潜水戦隊旗艦

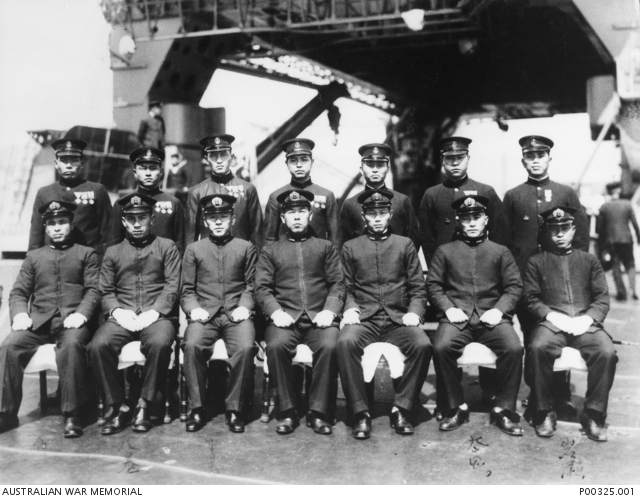
甲標的第二次攻撃隊員。ディエゴ・スアレス攻撃を行ったのは前列中央の秋枝三郎、その後ろ竹本正巳ペア、前列右端の岩瀬勝輔、その後ろ高田高三ペアの四名である。

同年3月、甲標的の第二次攻撃や、交通破壊戦を担う第八潜水戦隊が開隊し、石崎昇少将が司令官、有泉龍之助が先任参謀に就任する。第八潜水戦隊は、インド洋方面を担当する甲先遣支隊、南太平洋方面を担当する乙先遣支隊などに区分され、石崎司令官は前者を直率し、「伊10」はその旗艦に選ばれた。部隊は「伊10」のほか第一潜水隊（今和泉喜次郎司令）の「伊16」（大谷清教潜水艦長）、「伊18」（山田薫潜水艦長）、「伊20」（山田隆潜水艦長）、さらにこの作戦後遣独潜水艦作戦を命じられていた「伊30」（遠藤忍潜水艦長）、「報国丸」、「愛国丸」で構成され、「伊16」、「伊20」に甲標的各1が搭載された。3月12日、「伊10」は発見を報じられた米機動部隊の迎撃に出撃したが、発見には至っていない。4月16日に呉を出撃してペナンへ向かうが、冷却器故障に見舞われたためシンガポールへ寄港、ペナン到着は同月25日である。ここで最終準備を行い、30日に出撃した。甲先遣支隊は「伊10」、「伊30」の偵察によって甲標的の攻撃対象を決定することとなっており、栢原の「伊10」は5月20日にダーバンの飛行偵察に成功するが、有力艦艇は存在しなかった。石崎司令官は「伊30」のアデン、ジブチ、ザンジバルなどの飛行偵察情報、その他の情報からディエゴ・スアレス攻撃を決意した。「伊10」は5月30日にディエゴ・スアレスの飛行偵察に成功し、戦艦、巡洋艦の在泊を確認している。こうして甲標的による攻撃は実施に移され、「ラミリーズ」及び油槽船1隻を撃破した。「伊10」はこの翌日にもディエゴ・スアレスの飛行偵察に成功している。

#### 潜水艦搭載機による偵察
日本海軍では大正時代から潜水艦搭載偵察機によって敵情を得ようとする試みが始まり、1940年（昭和15年）に零式小型水上偵察機が正式採用された。第二次世界大戦において潜水艦搭載偵察機を使用したのは日本海軍のみであったが、偵察機の性能が低いことに加えて、母潜の被発見の危険など厳しい条件下で実施された。「伊10」による1941年11月30日のスバ飛行偵察は、その最初の実戦投入であった。「伊10」や「伊30」が成功した本作戦における飛行偵察の成功は「伊25」（田上明次潜水艦長）に次ぐものである。

#### 交通破壊戦
甲先遣支隊の各艦は遣独潜水艦作戦で独へ向かった「伊30」を除き交通破壊戦を実施に移す。「伊10」の行動海域はモザンビーク海峡で、6月5日から7月9日の間に計8隻、38,964tを撃沈した。その詳細は以下の通りである。
| 日付 | 時刻 | 位置                       | 船名                     | t数   | 所属国   |
| ---- | ---- | -------------------------- | ------------------------ | ----- | -------- |
| 6/5  | 1644 | 南緯21度44分、東経36度38分 | メルビン・H・ベーカー    | 4,999 | アメリカ |
| 6/6  | 0831 | -                          | アトランティック・ガルク | 2,639 | パナマ   |
| 6/8  | 1253 | 南緯20度、東経40度         | キングラッド             | 5,224 | イギリス |
| 6/28 | -    | 南緯21度15分、東経40度30分 | クイーンビクトリア       | 4,937 | イギリス |
| 6/30 | 0700 | 南緯13度25分、東経41度35分 | エクスプレス             | 6,736 | アメリカ |
| 7/6  | 1615 | 南緯15度48分、東経40度42分 | ヒンフ                   | 4,504 | ギリシャ |
| 7/8  | 0748 | 南緯18度、東経41度22分     | ハーチスメアー           | 5,498 | イギリス |
| 7/9  | 0029 | 南緯18度30分、東経41度40分 | アルチバ                 | 4,427 | オランダ |

甲先遣支隊の潜水艦4隻は計22隻、102,496tを撃沈し、栢原の「伊10」による戦果は隻数、t数ともそのトップである。このほか「愛国丸」、「報国丸」も武装商船撃沈の戦果を挙げた。第八潜水戦隊は、その東方先遣支隊も豪州方面で交通破壊戦に戦果を挙げ、大本営（軍令部）に英国を屈服に追い込む希望を抱かせた。海軍は交通破壊戦にさらに潜水艦兵力を投入し、戦果拡大を図る。しかしガダルカナルの戦いの勃発によって潜水艦はその大部が敵艦隊攻撃に投入されることとなった。

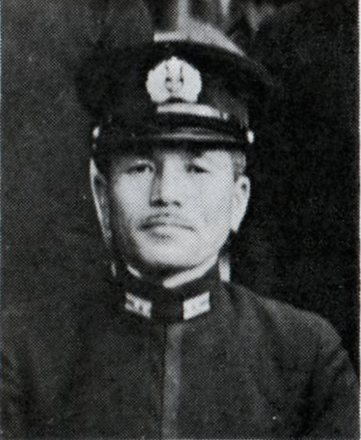
同期生の山田隆。栢原と山田は同時に第一四潜水隊附として潜水艦勤務を開始し、潜水学校甲種課程の同期、甲先遣支隊の同僚艦長でもあった。栢原の後任たる「伊10」潜水艦長も山田である。

### 潜水隊司令

#### 第一九潜水隊
「伊10」は8月に横須賀へ帰還した。「伊10」はその後も商船攻撃に戦果を挙げ、その活躍は映画「轟沈」でも取り上げられている。栢原は呉鎮守府附、次いで潜水学校教官に補され呉潜水戦隊（醍醐忠重司令官）司令部附を兼務、 1943年（昭和18年）2月に第一九潜水隊司令に補される。この部隊は呉鎮守府に所属する潜水艦訓練部隊で、栢原は「伊159」や「伊157」で潜水艦長を兼任し潜水艦乗員の訓練にあたった。同年5月、大佐へ進級している。

#### 第二二潜水隊
1944年（昭和19年）1月31日、栢原は第二二潜水隊司令に補され、再び海上に赴く。この部隊は第六艦隊（高木武雄司令長官）に直属し、新海大型（海大七型）潜水艦で構成されていた。この艦種は1943年から翌年にかけて竣工した新鋭艦で、急速潜航秒時短縮を実現していた。しかし、栢原の前任司令であった前島寿英（海兵48期、海大30期）は「伊181」に同乗し戦死していた。栢原着任時の第二二潜水隊所属潜水艦は「伊177」、「伊180」、「伊184」、「伊185」である。2月17日、連合国はトラック島空襲を行い、連合艦隊の一大根拠地であったトラックは壊滅的打撃を受けた。日本にあった栢原麾下の3隻は北東方面部隊に編入され、「伊177」（折田善次、渡辺正樹潜水艦長）、「伊180」（藤田秀範潜水艦長）、「伊184」（力久松次潜水艦長）はアリューシャンでの作戦行動に移るが、「伊180」は4月27日に撃沈された。「伊185」（関戸好密潜水艦長）は南方にあり、栢原着任後にグリーン諸島の防衛にあたる陸戦隊（指揮官和田久馬大尉）の輸送、イボギ（ニューブリテン島）への輸送に成功し、ブカでは失敗している。「伊185」は電池室火災やジャイロの故障に見舞われ、修理のため日本へ帰還した。栢原は3月15日以降第六艦隊司令部附を兼任し、第二二潜水隊には「伊183」（佐伯卓夫潜水艦長）が増強されるが、同艦は南方への進出のため豊後水道を出撃したその夜に米潜水艦「ポーギー」によって撃沈された。
この頃日本は絶対国防圏を策定し、中部太平洋の要地であるサイパン島に中部太平洋方面艦隊（南雲忠一司令長官）、陸軍第三十一軍（小畑英良軍司令官）を配備してその防備を固め、海上決戦として「あ号作戦」を準備し、小澤治三郎率いる第三艦隊、角田覚治率いる第一航空艦隊らを決戦兵力として整備していた。6月11日、米機動部隊はマリアナ諸島の空襲を、15日にはサイパン島への上陸を開始した。同日、大本営は「あ号作戦」を発動する。この時、栢原麾下で健在な「伊184」は南方で輸送に従事していた。「伊184」にはグアム付近への進出が命じられたが、6月19日に護衛空母「スワニー」の艦載機によって撃沈された。栢原は「伊185」（荒井淳潜水艦長）に乗艦し、ウェワクへの物資輸送のため6月10日に呉を出港したばかりであった。「伊185」は独断でサイパン島に向かったが、15日22時30分に発した電信を最後に消息を絶つ。「伊185」は6月22日に、米駆逐艦「ニューコム」、掃海駆逐艦「チャンドラー」によるソナー探知、爆雷攻撃によってサイパン島北西で撃沈されたのであった。第二二潜水隊で最後まで健在であった「伊177」は「あ号作戦」発動時は北方にあった。第二二潜水隊は8月10日をもって解隊となり、第三四潜水隊に編入された同艦も米駆逐艦「サミュエル・S・マイルス」のヘッジホッグによって10月3日に撃沈された。